# 잡색군
잡색군(雜色軍)은 조선 초기의 군사 조직으로 오늘날의 예비군에 해당한다.
서리, 잡학인, 신량역천인, 노비 등이 소속되었다.

## 역사
조선의 방어 체계는 주로 국경 지대나 해안에 집중되었기 때문에 방비가 소홀한 내륙 지방의 방어를 맡기 위해 창설되었다. 고려시대에도 원종이 재위하던 1268년 이후 잡색군에 관한 몇가지 기록이 존재하지만, 그 성격이 명확하지 않고 조선시대에 이르러 체계적인 편성이 이루어졌다. 1410년(태종 10년)에 기존의 연호군(烟戶軍)의 제도와 편제를 정비한 것이 시초이다. 그러나 이것은 실질적인 병종(兵種)이라 할 수 없었다. 이어 세종 초기에 향리(鄕吏), 관노(官奴), 향교의 생도 등 군역을 지지 않는 장정을 대상으로 하나의 병종으로 편제하여 1425년 편찬된 《경상도지리지》에 잡색군이 독립된 병종으로 수록되었다. 그러나 세종 말부터는 정규 군사가 늘어나면서 잡색군은 전란이 일어나도 동원조차 되지 않는 이름뿐인 존재가 되었다.

## 같이 보기
- 갑사
- 봉족